# São João do Itaperiú
São João do Itaperiú is een gemeente in de Braziliaanse deelstaat Santa Catarina. De gemeente telt 3.426 inwoners (schatting 2009).

## Aangrenzende gemeenten
De gemeente grenst aan Araquari, Barra Velha, Guaramirim, Luiz Alves en Massaranduba.